# 真名&うっちぃの ギガンティック☆4U
『真名&うっちぃの ギガンティック☆4U 』（まなアンドうっちぃの ギガンティックフォーユー）は、テレビアニメ『機神大戦ギガンティック・フォーミュラ』に関連したインターネットラジオ番組。

## パーソナリティ
- 佐藤利奈
- 矢作紗友里

## 配信日など
- 配信期間：2007年1月23日 - 9月25日(全35回)
- 配信サイト：BEAT☆Net Radio!及びランティスウェブラジオと公式ホームページ
- 配信日：毎週火曜日

## コーナー
- ふつおた
- 私の日本代表
リスナーから、これには絶対の自信があるという特技や自慢のグッズを報告してもらうコーナー。

### ラジオドラマ 機神大戦ギガンティック・フォーミュラ B@B（ブレークタイム・アット・バックヤード）
「機神大戦ギガンティック・フォーミュラ」に関するコメディタッチのラジオドラマ。天野卯兎美と神代真名がそれぞれ仮面のプリンセス、"おくたまだプリンセス1号"と"おくたまだプリンセス2号"に変装し、スサノヲ十式の運用基地内部を潜入取材するという内容。

#### スタッフ
- 脚本：きむらひでふみ
- 音響監督：高寺たけし
- 音響効果：小山健二
- 音楽：澤野弘之
- 録音調整：なしもとりょうこ
- 音響制作担当：島崎加奈子
- 音響制作：HALF H･P STUDIO
- 協力：藤澤宣彦（BANDAI VISUAL）、小沢十光 （ブレインズ・ベース）
- スーパーバイザー：後藤圭二
- 製作：ランティス

#### キャスト
- 神代真名：佐藤利奈
- 天野卯兎美：矢作紗友里
- 大海華都美：佐々木優子
- 皇田力：目黒光祐
- 真壁槇生：千葉一伸
- 溝口みちる：夏樹リオ
- 柳澤矢七：浜田賢二
- 湯上谷由美香：村井かずさ
- 吉野陽一：間島淳司
- 楽市雷蔵：江川央生
- 竜胆涼司：新垣樽助
- 州倭慎吾：代永翼
- 大海（少女時代）：下屋則子
- 李雲儀：関智一
- 李走影：柚木涼香
- 大黒眞人：神谷浩史
- 神代神名：沢城みゆき

#### チャプター
- 第一話『十三番目の姫君』
- 第二話『灼熱の攻防』
- 第三話『光と影の少女達』
- 第四話『大人の事情』
- 第五話『見抜かれた真実』
- 第六話『ティータイム』
- 第七話『迫り来る過去』
- 第八話『別れの日』
- 第九話『開戦前夜』
- 第十話『真実の仮面』
- 第十一話『予期せぬ伏兵』
- 第十二話『伝統芸能』
- 第十三話『企みの真意』
- 第十四話『静的接敵』
- 第十五話『可愛い悪魔』
- 第十六話『繋がれる、絆』
- 第十七話『告白の瞬間』
- 第十八話『交錯する、二人』
- 第十九話『精神的迎撃』
- 第二十話『軋む、肉体』
- 第二十一話『仮想の激戦』
- 第二十二話『独り上手』
- 第二十三話『二羽の鴛鴦』
- 第二十四話『心の故郷』
- 第二十五話『計算と直感』
- 第二十六話『火行動の人』
- 第二十七話『空気の読解力』
- 第二十八話『甘い声』
- 第二十九話『オペレータ候補生』
- 第三十話『侵されざるべき聖域』
- 第三十一話『夜の蝶の物語』
- 第三十二話『魔性の新妻』
- 第三十三話『影の真実』
- 第三十四話『神々の黄昏』
- ドラマCDボーナストラック　第一話『笑顔の思い出』
- ドラマCDボーナストラック　第二話『流れる、刻』
- ドラマCDボーナストラック　第三話『変わりゆく運命』
- 新真名&うっちぃの ギガンティック☆4U　DVD第一巻の特典CDに収録された新録ラジオドラマ

## 終了コーナー
- 真名&うっちぃのふたりでできるもん
パーソナリティの2人が、協力して毎週違うことにチャレンジするコーナー。ポイントが溜まった方に、最終的に豪華プレゼントが進呈される。矢作がノートパソコンで佐藤がWii。ただし相手にプレゼントが進呈されると、矢作には嫌いな玉葱、佐藤にはカレーライスを食べさせられる罰ゲームが待っている。19回にWiiが佐藤に進呈され、20回に矢作にプレゼントされるもネット環境がなくウィング（代永）が預かる事になるような話になったが、20回で矢作宅にあるとのこと。ネット環境はまだない。33回にて、PS2が欲しいと佐藤は発言した（PSPは持っているらしい）。なお、おはぎはテレビが欲しいという。最終回（36回）にて、ラジオ収録一週間前にようやくおはぎからネット回線が繋がったとの報告があった。

- 家電・未来予想図2035
2035年に発売されているであろう家電製品の名前をリスナーから募集し、パーソナリティーがプレゼンテーションをするコーナー。

## ゲスト
- #19,20 代永翼